# Convento delle Fanciulle del Ceppo

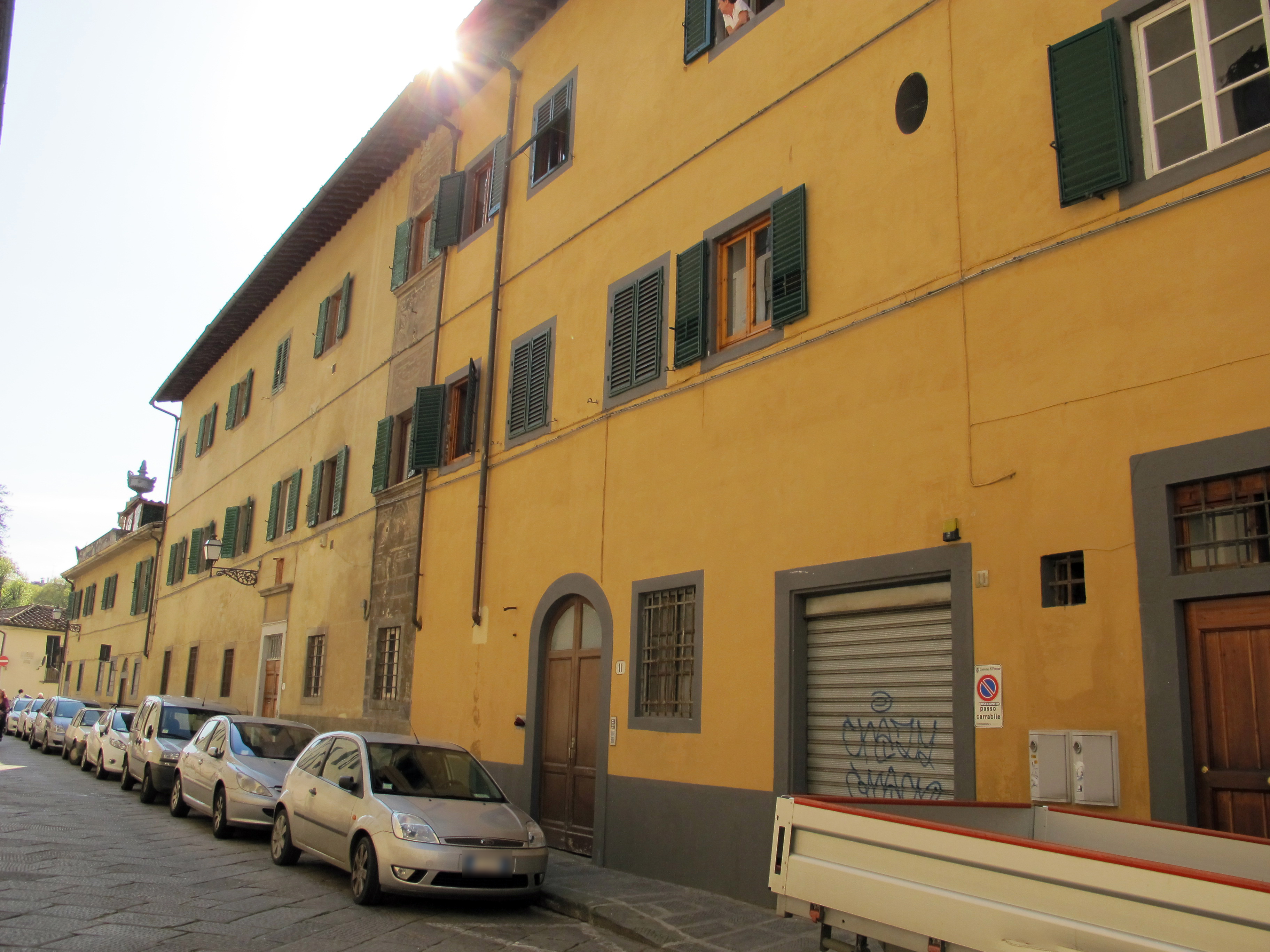
Ex-convento delle Fanciulle del Ceppo

Il convento delle Fanciulle del Ceppo era un'istituzione religiosa di Firenze, situata tra in via delle Casine 9 a Firenze.

## Storia e descrizione
Il casamento di notevolissima estensione, presumibilmente in parte definitosi aggregando il convento in aderenza alla vicina chiesa di San Giuseppe, ospitò il convento delle Fanciulle del Ceppo, nato come emanazione della Compagnia di San Nicola che un tempo in questa zona possedeva l'ospedale dei Santi Filippo e Jacopo.
Fino almeno agli anni settanta del Novecento all'esterno del convento, dove oggi si vede una fascia malridotta a graffito, era appeso uno stemma mediceo in pietra, sotto il quale si trovava l'iscrizione: "Cosmus Sen. Dux II / Diruente Arno / Instauravit / A.D. MDLXVII". Si tratta di una memoria della creazione del convento dopo dieci anni dall'alluvione del 1557, nel 1567, grazie all'interesse del secondo duca di Firenze Cosimo I. A quella data le monache si erano già trasferite in via San Gallo (al monastero del Ceppo), e qui nacque il nuovo istituto provvidenziale.
Sul portale segnato con il numero 9 è un moderno rilievo in terracotta che reca l'immagine della Madonna col Bambino, di stile quattrocentesco, derivato da un'opera di Giuliano da Maiano.

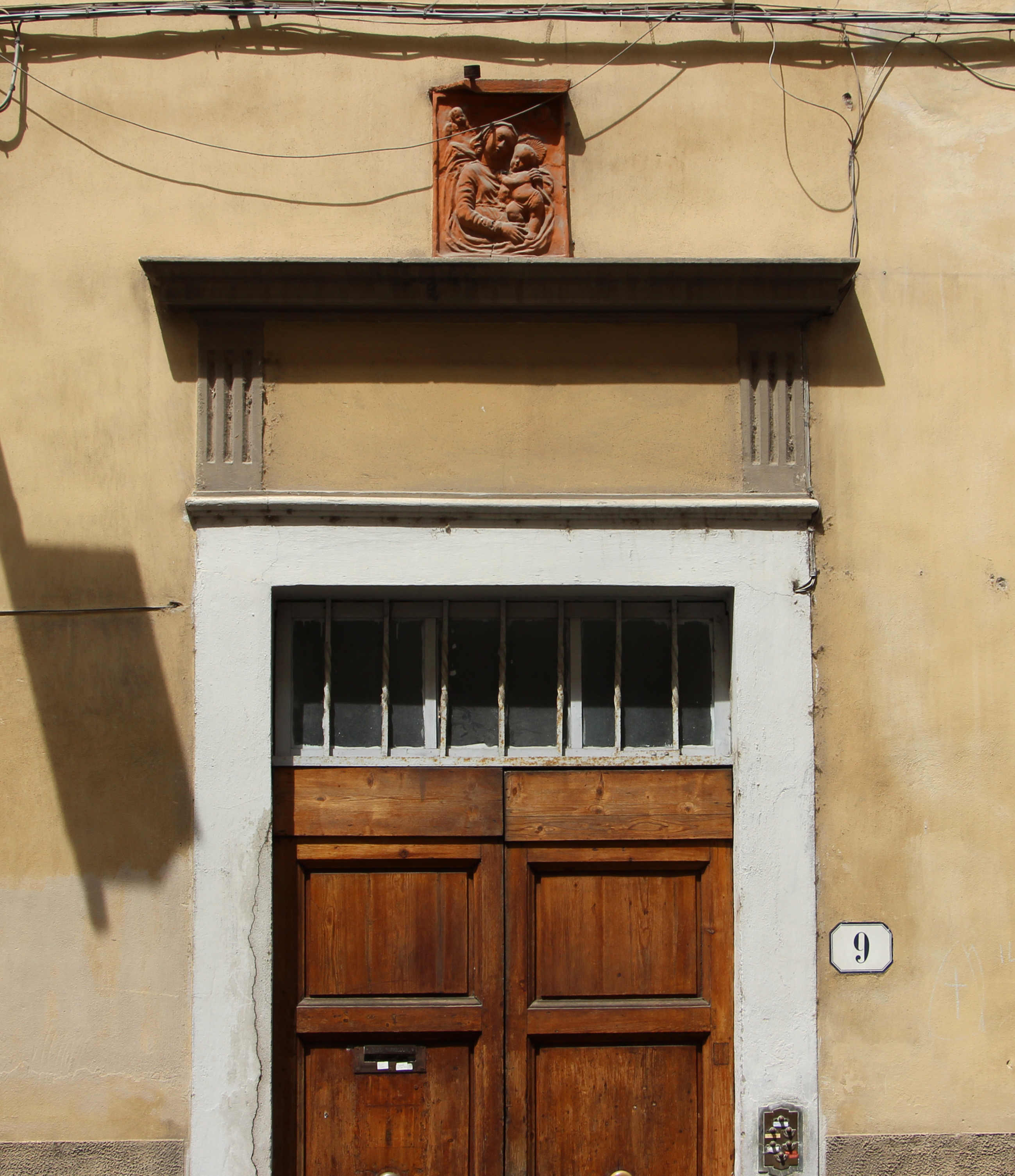
Porta con tabernacolo
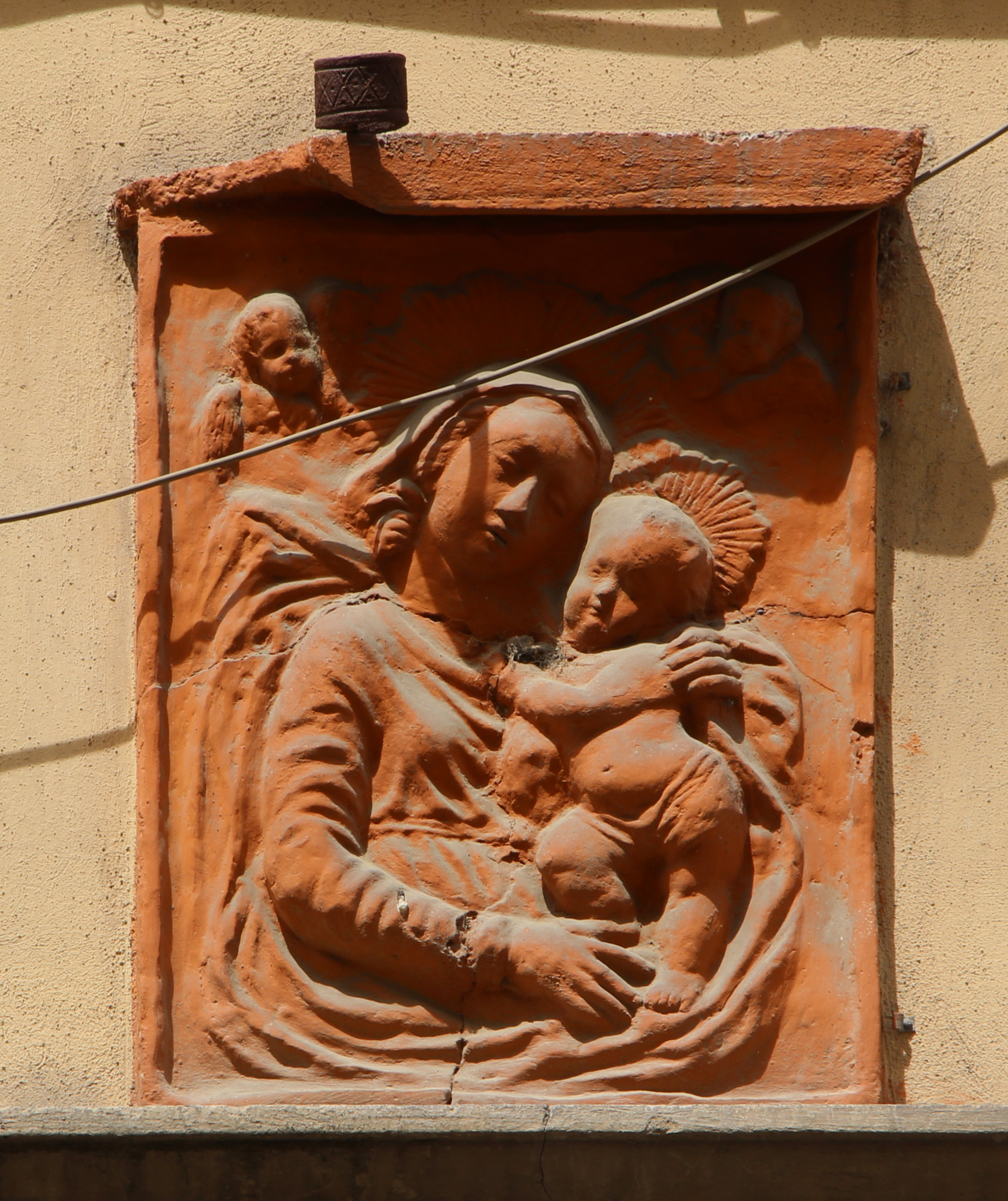
Il tabernacolo